# Ameriphoderes suavis
Ameriphoderes suavis – gatunek chrząszcza z rodziny kózkowatych. 

## Zasięg występowania
Ameryka Północna, występuje na obszarze od płd. Teksasu (pojedynczy okaz złapany w  1980 roku w Hrabstwie Hidalgo) w USA po Kostarykę.